# Seenradweg
Der Seenradweg ist ein 44 km langer Radwanderweg in den Landkreisen Marburg-Biedenkopf und Lahn-Dill im Bundesland Hessen. Er beginnt in Wallau im Oberlahntal und führt vorbei am Perfstausee durch Perf- und Gansbachtal über die Erhebung Angelburg, mit 609 m höchster Punkt der Strecke. Vorbei an den Wilhelmsteinen folgt der weitere Verlauf der Strecke dem Siegbach bis Niederweidbach am Aartalsee. Der Seenradweg ist Teil eines 160 Kilometer umfassenden Radwegenetzes im Naturpark Lahn-Dill-Bergland. Für die beiden Etappen besteht über die gesamte Streckenlänge eine Steigung von 381 m und ein Gefälle von 390 m.

## Information und Wegweisung
Der Seenradweg verfügt über eine Infrastruktur mit Wegweisungsschildern, Infotafeln, Rastplätzen und Fahrrad-Stellplätzen. An Knotenpunkten und Kreuzungen erleichtern Wegweiser die Orientierung. Tabellen- und Pfeilwegweiser enthalten Zielangaben in Text- und Piktogrammform, Hinweise zur Streckenbeschaffenheit bis zum gewiesenen Ziel sowie Entfernungsangaben. Ergänzend werden Zwischenwegweiser mit Richtungsangaben und Fahrradpiktogrammen verwendet.
Infotafeln in den Ortschaften entlang des Seenradweges bieten detaillierte Angaben über die angrenzenden Orte, aktuelle Lagepläne und praktische Hinweise. Objekttafeln machen auf besondere Punkte rechts und links des Weges aufmerksam. Dazu gehören Erläuterungen zu Streuobstwiesen, zu den Wilhelmsteinen, zu Perfstausee und Aartalsee sowie zu alten Backhäusern und zur Haubergswirtschaft. Die Strecke verläuft auf Forst- und landwirtschaftlichen Wegen, teilweise auf alten Bahndämmen und wenig befahrenen klassifizierten Bergstraßen.

## Etappen
Die erste Etappe beginnt auf dem Festplatz in Wallau und führt in südlicher Richtung zum Tagesziel Hirzenhain. Am Festplatz in Wallau kreuzen sich der Seenradweg und der Lahnradweg. Nach ca. 2,4 km wird das Naherholungsgebiet am Perfstausee erreicht. Die Strecke führt weiter nach Breidenbach, dass nach etwa 5,6 km in Sichtweite kommt. In Breidenbach verläuft die Strecke am Schiefen Turm und der Kirche vorbei  in Richtung Wolzhausen. Der Radweg verläuft in diesem Abschnitt direkt neben Perf. Nach dem Wolzhausen durchquert wurde, erreicht der Radweg Quotshausen und Niedereisenhausen nach 12,4 km. Über Gönnern, Frechenhausen und Lixfeld führt die Fahrt zum Tagesziel nach Hirzenhain. Am örtlichen Bahnhof endet die erste Etappe nach ca. 23 km.
Die zweite Etappe über insgesamt ca. 21 km beginnt wieder in Hirzenhain am Bahnhof und endet am Tagesziel im Ortszentrum in Niederweidbach. Der Radweg führt bergauf zu den im Wald gelegenen Wilhelmsteinen und anschließend auf geschotterten Waldwegen mit starkem Gefälle und entlang des Hirschbaches nach Wallenfels. Weiter geht die Fahrt bergab entlang vom Hirschbach und dem Siegbach nach Eisemroth. Über Übernthal und einer Fahrt durch ein Waldgebiet wird Bischoffen nach 17,4 km erreicht. An der Mündung des Siegbaches in die Aar ändert der Radweg seinen Verlauf nach Westen. Nach kurzer Fahrt wird das westliche Ende des Aartalsees erreicht und der Radweg verläuft entlang des Aartalsees weitere 2 km bis zum Ende in Niederweidbach.

## Mit Zug und Bus zum Seenradweg
- Obere Lahntalbahn Erndtebrück–Marburg, Haltepunkt Wallau
- „Blaue Linie“ Bad Endbach–Hartenrod–Niederweidbach–Herborn, Haltestelle Niederweidbach-Aartalsee (Linie 407 RMV)

## Anrainer-Kommunen
- Biedenkopf[5]
- Breidenbach[5]
- Steffenberg[5]
- Angelburg[5]
- Eschenburg[5]
- Bad Endbach[5]
- Siegbach[5]
- Bischoffen[5]